# Christian Nüchtern
Christian Nüchtern (geboren am 28. Januar 1992 in Siegen) ist ein ehemaliger deutscher Eiskunstläufer, der mit seiner Partnerin Shari Koch im Eistanz startete. Sie wurden 2019 Deutsche Meister im Eistanz. Bei den Juniorenweltmeisterschaften 2013 belegten sie den 8. Platz. Bei den Europameisterschaften 2019 wurden sie 15. und bei den Weltmeisterschaften in Saitama im selben Jahr 18. Anfang 2021 gaben Nüchtern und Koch das Ende ihrer Karriere bekannt.